# Harb
Els harb són una tribu àrab de la regió de Hijaz de l'Aràbia Saudita.
Els orígens de la tribu es remunten a Sarat Khawlan, al sud de l'Aràbia Saudita. [سراة خولان]

Un dels líders més destacats de la tribu Harb és Masoud bin Mudyan, que va participar en la guerra otomano-saudita. 

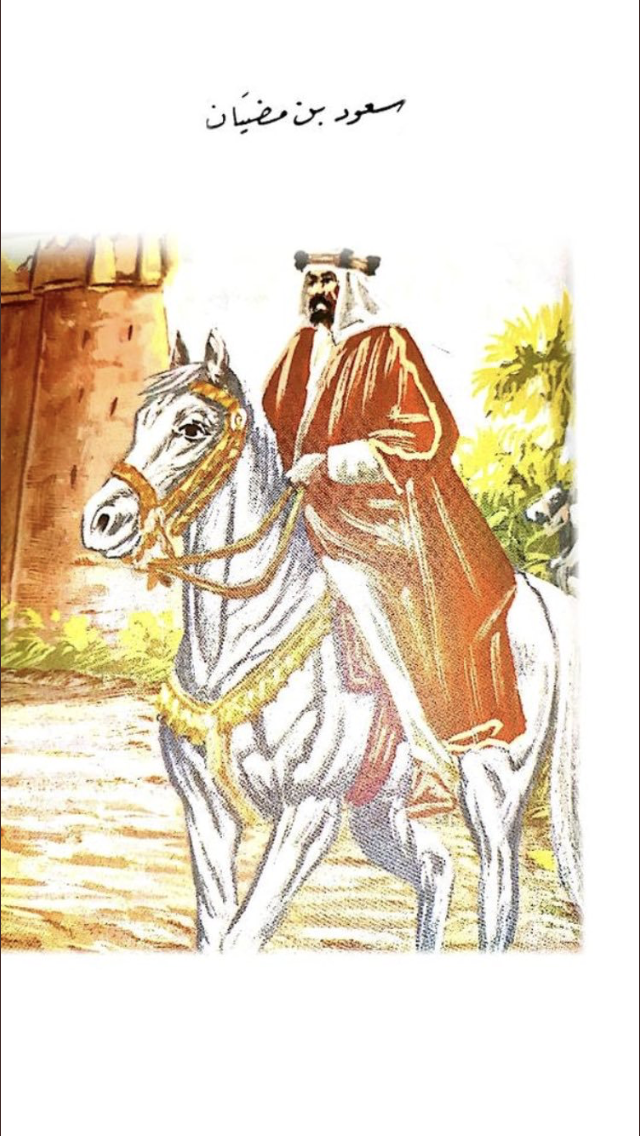
Masoud bin Mudyan

La tribu Harb va tenir el seu propi emirat al mateix temps. 

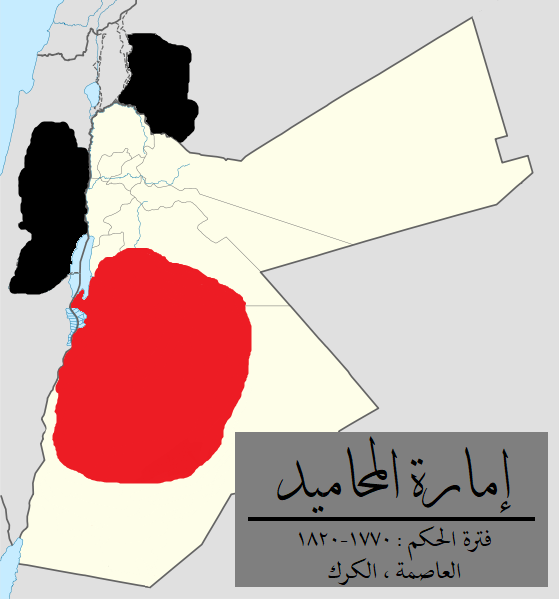
Emirat d'Al-Mahamid de la tribu Harb

La tribu Harb té moltes figures històriques com ara: [محسن الفرم]

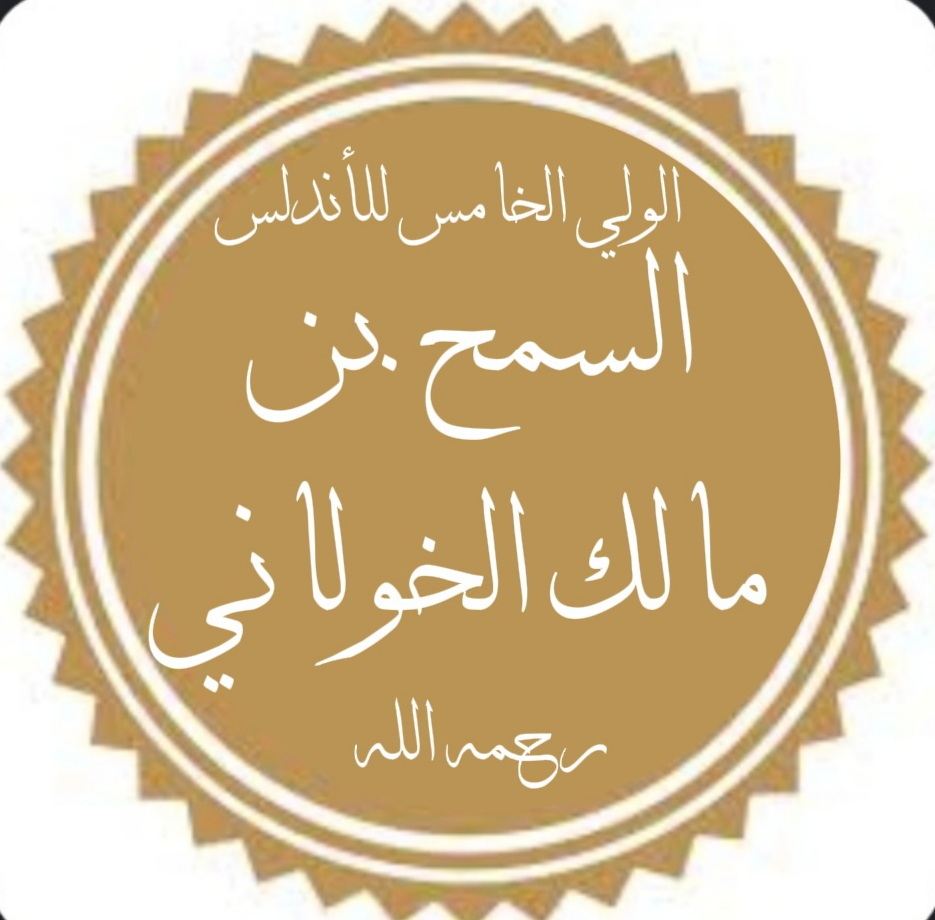
Al-Samh bin Malik Al-Khawlani és una de les figures més destacades a la qual pertany la tribu Harb.

Al-Samh bin Malik Al-Khawlani és una de les figures de la tribu Harb a l'època del califat omeia, on era famós per la seva justícia i valentia. El seu nom en àrab [السمح بن مالك الخولاني] .
La tribu Harb s'estén pels Estats del Golf, concretament a la regió de Hijaz a l'Aràbia Saudita.